# Jens Hansen Lundager

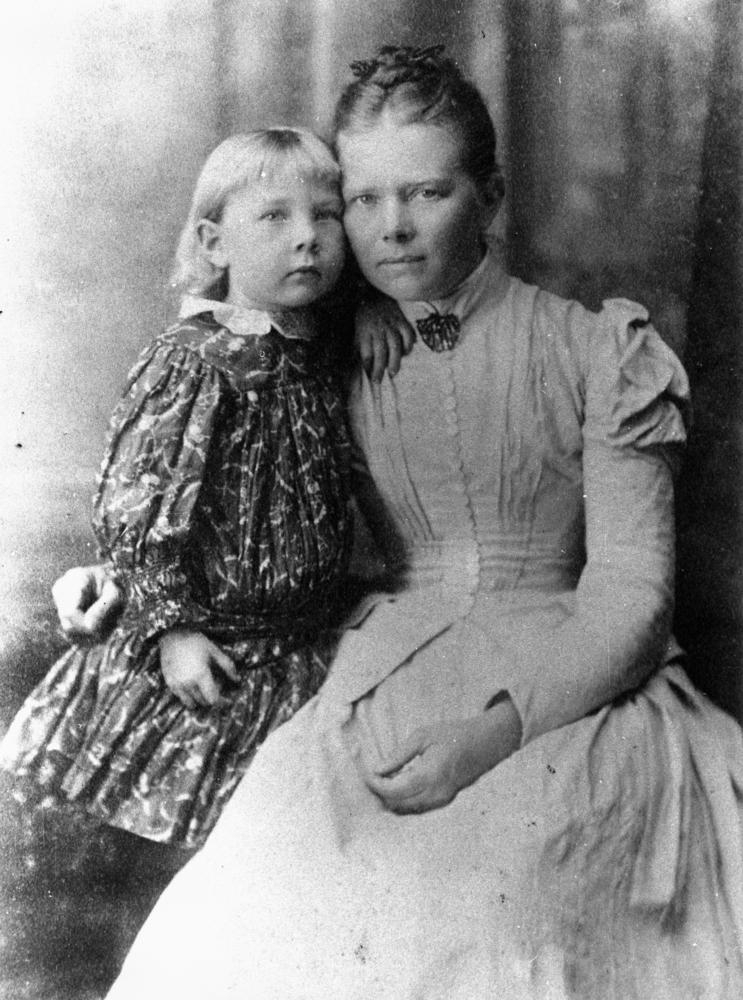
Matka s dcerou, Mathilde a Hulda Lundagerovy, asi 1892

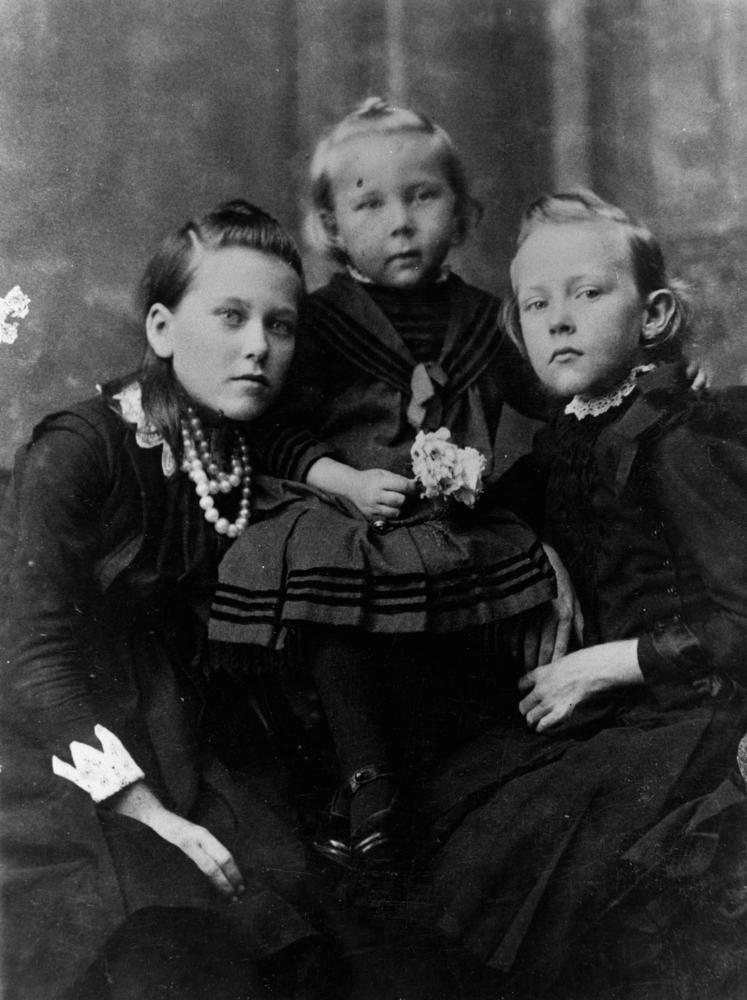
Dívky z rodiny Lundagerových, Mary Christina (zemřela 31. srpna 1890), Hulda a Else, asi 1889

Jens Hansen Lundager (4. května 1853 – 7. března 1930) byl australský fotograf, redaktor novin a politik dánského původu.

## Životopis
Lundager se narodil spolu se sestrou dvojčetem ve Vejlby v Dánsku 4. května 1853 Hansovi Jensenovi Hansenovi a Else AndersDatte Hansenové. Při narození dostal jméno Jens Larsen Hansen. Teprve poté, co emigroval do Austrálie, změnil si příjmení na Lundager, o kterém se předpokládá, že se tak jmenovala rodná vesnice jeho matky.
Vyrůstal v Bogense. Lundagerova matka zemřela, když mu bylo jedenáct, přinutila ho najít si práci jako sluha, než se nakonec přestěhoval do Odense, kde se vyučil v oboru hrnčířství.
Lundager onemocněl tuberkulózou, takže nemohl dva roky pracovat. Když byl opět připraven pracovat, musel si najít méně fyzicky náročnou práci, a proto vstoupil na pole fotografie a založil si vlastní fotografickou firmu ve Fredericii. Lundager se však stále snažil zotavit, což přimělo jeho lékaře, aby navrhl, aby zvážil hledání teplejšího klimatu. Lundager se rozhodl emigrovat do Austrálie.

## Příjezd do Austrálie
Lundager podnikl cestu z Hamburku do Rockhamptonu na palubě imigrantské lodi Charles Dickens, která dorazila do Keppel Bay dne 26. února 1879. Lundager byl mezi 208 Dány, kteří na lodi dorazili do Rockhamptonu. Sedm lidí, včetně dvou dětí, zemřelo během cesty a čtyři děti se mezi Hamburkem a Rockhamptonem narodily.
Tvrdilo se, že řada cestujících dorazila do Rockhamptonu pod dojmem, že budou mít nárok na vydání pozemkového příkazu, který jim umožní usadit se a obdělávat pozemek. Stalo se tak navzdory tomu, že systém pozemkového řádu byl před několika lety zrušen.
Objevila se také kritika načasování příjezdu lodi Charles Dickens kvůli skutečnosti, že cestující na palubě předchozí přistěhovalecké lodi The Carnatic „vykuchali“ místní trh práce, o čemž mnozí věřili, že to zvláště ztížilo přistěhovalcům z posádky Charles Dickens najít práci.
Po svém příjezdu do Rockhamptonu se Lundager věnoval nějaké fotografické práci, ale nakrátko odešel do zlatých polí v Temora v okrese Riverina v Novém Jižním Walesu. Po svém návratu do Rockhamptonu převzal fotografické studio, které původně založil francouzský fotograf Louis Buderus, který se přestěhoval do Clermontu v Queenslandu, aby zde v roce 1884 otevřel fotografické studio.

## Osobní život
Poté, co se usadil v Rockhamptonu, Lundager si v roce 1882 vzal Mathildu Helenu a v roce 1883 byl naturalizován jako Australan. Lundager a jeho manželka měli sedm dětí: Else Johanna, Marie Chrestine, Henry Walter, Hulda Hellene, Mary Christina, Alma May a Dagmar Mathilde. Dvě jejich děti, Marie a Henry, zemřely v roce 1890 na záškrt.

## Fotografie
Lundager se brzy stal v místní oblasti známý pro svou vysoce kvalitní fotografii. Měděný, zlatý a stříbrný důl v Queenslandu Mount Morgan Mine pověřil Lundagera, aby pořídil portréty vlastníků dolů, manažerů, hostů, důlních dělníků a také probíhajících důlních operací ve městě Mount Morgan.
V roce 1885 pověřila vláda Queenslandu Lundagera vytvořením alba pro koloniální a indickou výstavu v Londýně v roce 1886, za což získal ocenění a bronzovou medaili. Jeho práce byla chválena v londýnském magazínu Photographic News, který popsal současnou jihoaustralskou práci jako nudnou, přičemž „fádnost“ je více patrná oproti pracím Lundagera. Podle časopisu Lundager uspěl ve svých dílech z dolu Mount Morgan a získal kvalitu, která je neoddělitelná od dobré krajinářské práce. Publikace se zamýšlela nad tím, zda je Queensland pro fotografování vhodnější než Jižní Austrálie, nebo zda je rozdíl způsoben fotografem, který dílo vytvořil.
V roce 1889 Rockhamptonský přijímací výbor představil album Lundagerových děl hostujícímu irskému poslanci a obhájci Home Rule Johnu Dillonovi. Dillon byl na australském fundraisingovém turné pro Irské národní hnutí a přednášel v Hibernian Hall v Rockhamptonu a na Mount Morgan School of Arts.
Během svého rušného veřejného života Lundager pokračoval ve své vášni pro fotografii a v roce 1911 vydal Central Queensland Illustrated, kompilaci fotografií, které pořídil v Central Queensland jako poctu a záznam k 50. výročí tohoto regionu.

## Požár studia
Začátkem listopadu 1889 byl Lundagerův obchod v Rockhampton's East Street zničen nočním požárem. Přestože některé vybavení včetně fotoaparátu a některých fotografií bylo zachráněno, požár zničil mnoho cenných fotografií a negativů.
Po požáru se Lundager rozhodl trvale se usadit ve městě Mount Morgan, 25 mil od Rockhamptonu.

## Stěhování
Po přestěhování do Mount Morganu, Lundager znovu založil fotografickou firmu. Stal se také knihkupcem a provozoval papírnictví, aby si doplnil příjem.
Byl zakládajícím členem společnosti Mount Morgan Masonic Lodge v roce 1888 a jejím dlouhodobým pokladníkem.
V roce 1905 byl Lundager jednomyslně zvolen starostou městské rady Mount Morgan. Než byl Lundager oficiálně zvolen starostou, byl již radním v radě a sloužil jako úřadující starosta. Lundager byl znovu zvolen starostou městské rady Mount Morgan v roce 1906.
Jeho zájem o politiku se rozšířil i na federální úroveň. Lundager byl kandidátem na křeslo v australském Senátu ve federálních volbách v roce 1906 a získal přes 47 000 hlasů.
Po celou dobu svého působení v Mount Morgan byl Lundager zapojen do Mount Morgan Progress Association, Mount Morgan School of Arts, Mount Morgan Hospital Committee, Mount Morgan Technical College, Mount Morgan Boys' School Committee, Mount Morgan Girls' School Výbor, Penny Savings Bank, Gordon Club, Mount Morgan Licensing Bench, Mount Morgan Masonic Lodge, Workers' Political Organization a Australian Workers' Association.
Kromě toho byl šest let redaktorem a částečným vlastníkem místních novin Mount Morgan Argus – jejichž verze vychází dodnes. Byl také hlasitým zastáncem pro vybudování železniční trati Dawson Valley.
Následovalo zhoršování zdraví včetně opakování tuberkulózy, Lundager začal od roku 1912 na radu lékařů ustupovat od některých svých veřejných a politických zájmů v Mount Morgan. V článku publikovaném v The Morning Bulletin autor odvodil, že Lundagerovo zdraví nevyhnutelně utrpělo kvůli namáhavému životu, který vedl po mnoho let, aniž by si dělal přestávky.
V roce 1919 se Lundager rozhodl opustit Mount Morgan a přestěhovat se do Sydney, ale ještě před tím byl jeho obchod v Mount Morgan v roce 1916 vykraden. Zloději získali přístup do areálu přes odemčené okno, aby ukradli různé předměty, i když během vloupání přehlédli množství cenných věcí.

## Smrt
Lundager zemřel ve svém domě v Chatswood, New South Wales dne 7. března 1930 ve věku 76 let. Je pohřben na metodistickém hřbitově v North Sydney.

## Dědictví
Lundagerova fotografická práce se stále pravidelně používá k ilustraci různého vývoje, událostí a lidí ve středním Queenslandu konce 19. století a počátku 20. století.
Lundager byl také předmětem článku v časopise z roku 1992 od Grahama Griffina s názvem J. H. Lundager, Mount Morgan politician and photographer: company hack or subtle subversive? (J. H. Lundager, politik a fotograf Mount Morgan: firemní hack nebo rafinovaný podvratník?).

## Rodina
Lundagerova dcera Hulda byla mezi oběťmi vážné nehody turistického autobusu na Gillies Range poblíž Gordonvale, Queensland v roce 1939. Byla jednou z deseti zraněných, když se vozidlo na cestě z Cairns do Atherton Tableland zřítilo přes násep a na místě zemřeli dva cestující.

## Galerie

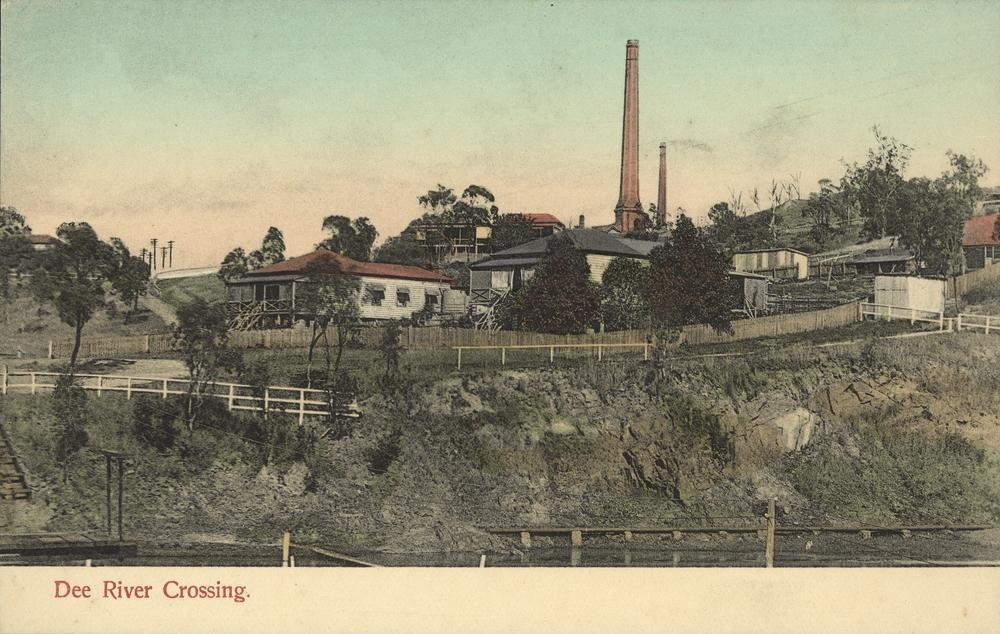
1895
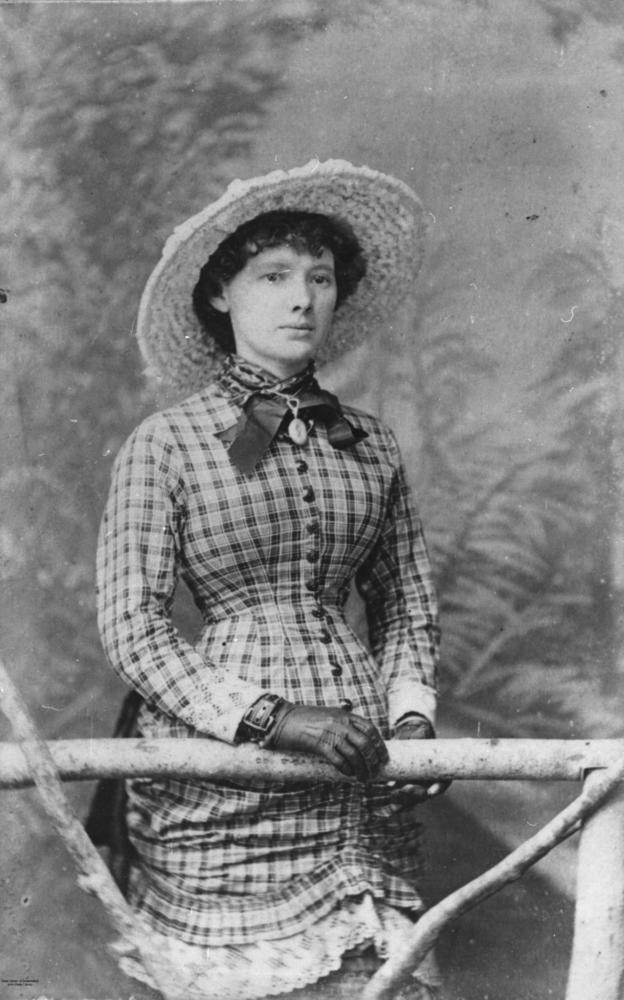
1880-1890
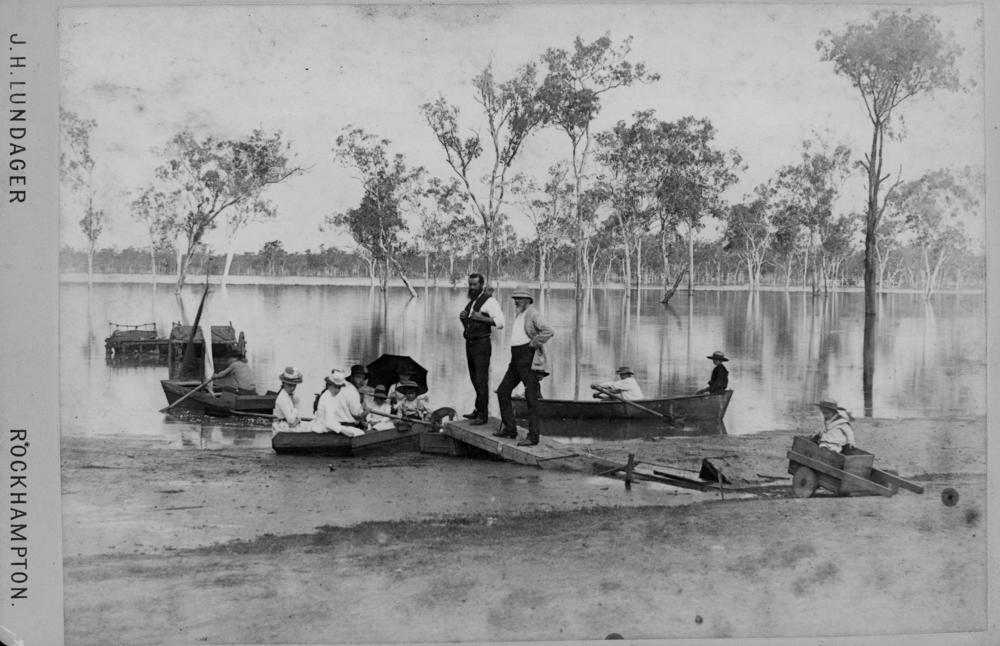
1890
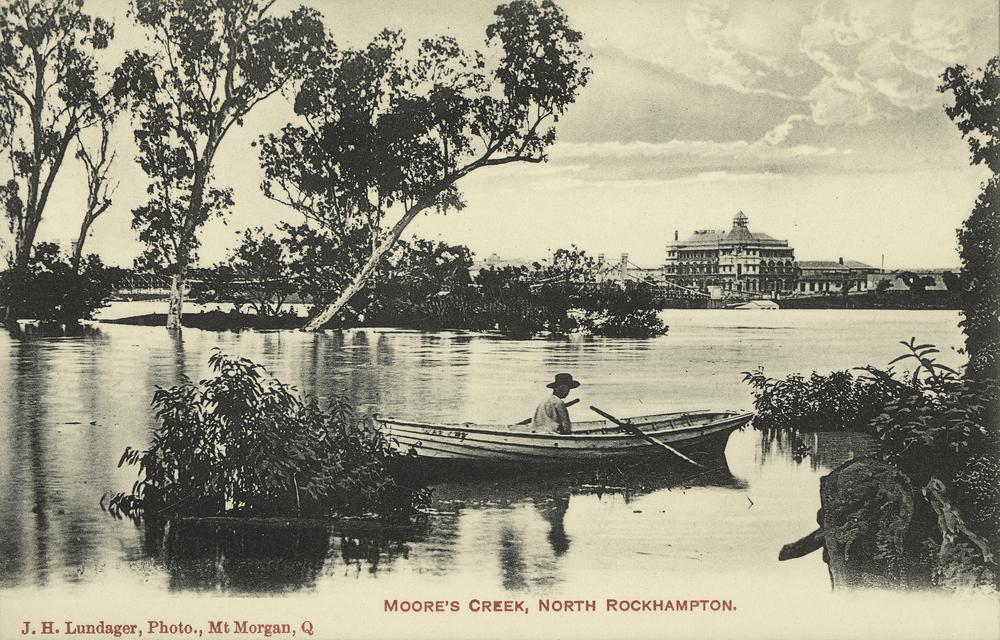
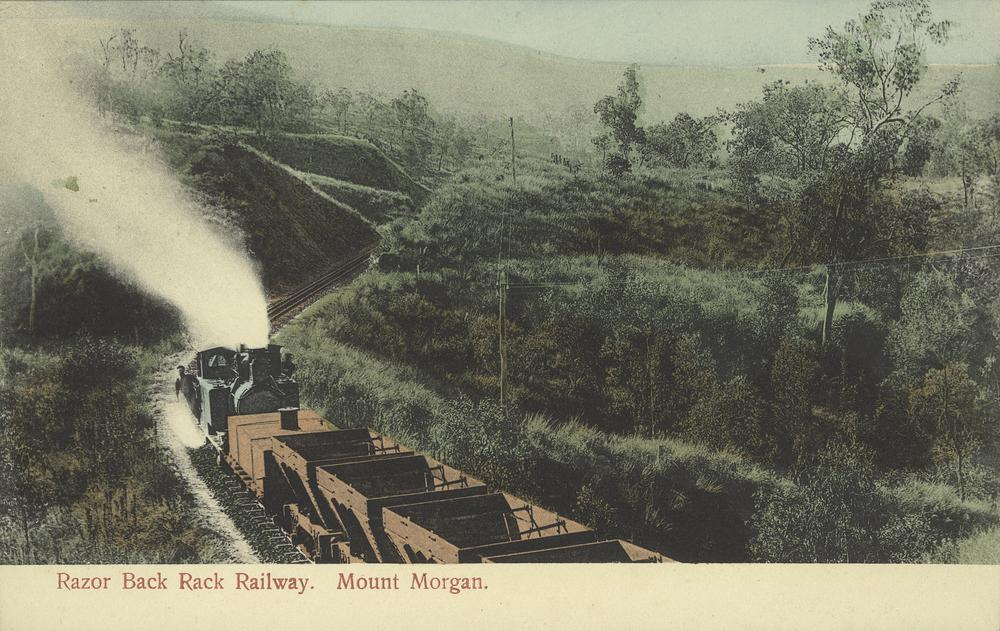
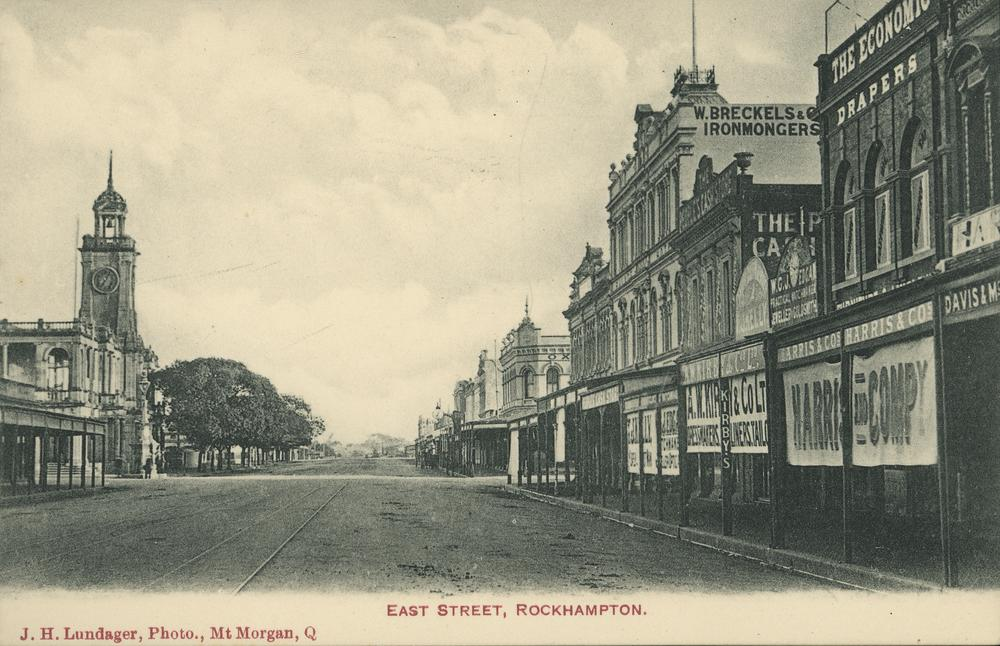
1914
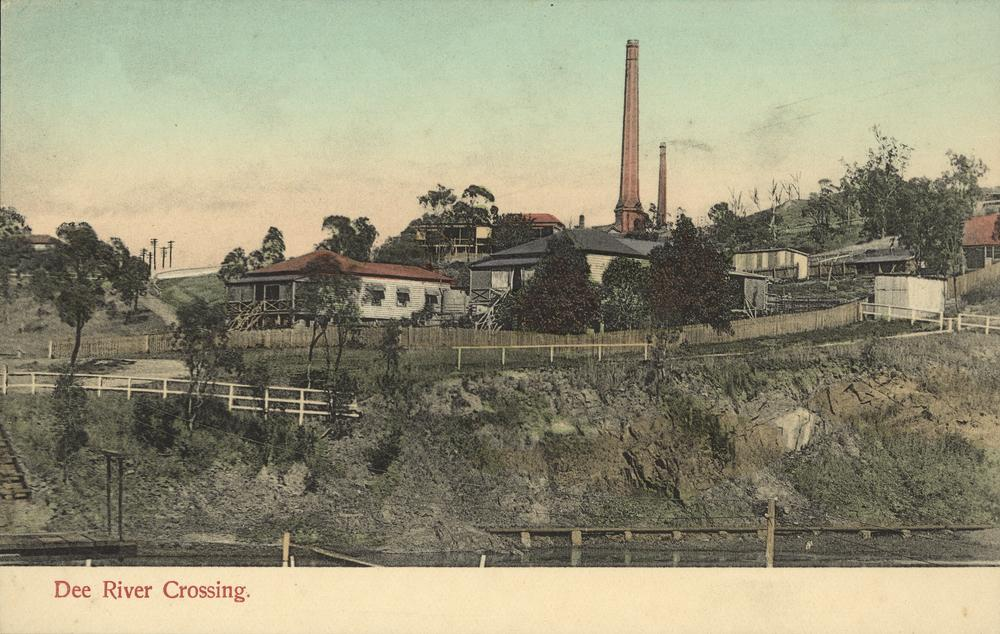
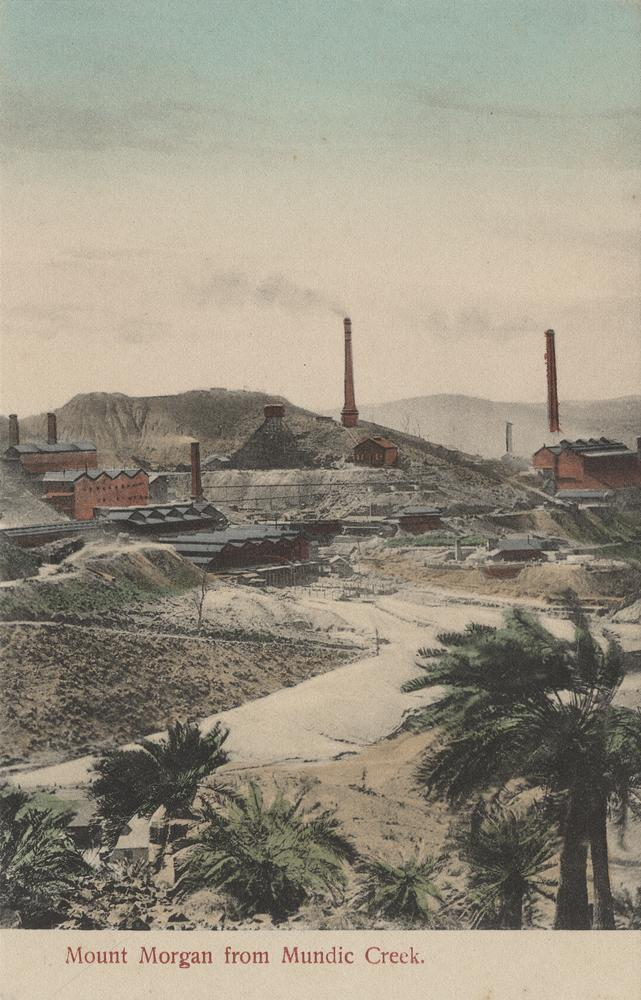